# Donald Mackay (Chemiker)
Donald Mackay, OC, O.Ont (* 30. Oktober 1936 in Glasgow; † 20. Oktober 2023 in Peterborough) war ein kanadischer Chemiker und Hochschullehrer.

## Leben
Er widmete sich seit seiner Dissertation dem Schicksal von Chemikalien in der Umwelt. Er lehrte und forschte an der University of Toronto, ab 1995 an der Trent University. Auch nach seiner Emeritierung forschte er weiter.

## Leistungen
Nach ihm ist das Mackay-Fugazitäts-Modell benannt. Es stellt die Welt als große Box dar, in der einige Umweltkompartimente vorhanden sind: Boden, Sediment, Wasser, Luft, Biota. Die Verteilung einer Chemikalie erfolgt gemäß den Verteilungsgesetzen der Thermodynamik. Je nach Grad der Komplexität werden die Mackay-Modelle mit den römischen Ziffern I bis IV benannt:
- Level I: Verteilung gemäß Thermodynamik, Gleichgewichtskonstanten KOW (Octanol-Wasser-Verteilungskoeffizient), KHenry (Henry-Konstante), KSorption (Sorptionskonstante)
- Level II: zusätzliche Berücksichtigung von globalen Immissionen (z. B. aus Fabriken) und Abbauraten (z. B. biologisch oder photolytisch)
- Level III: zusätzliche Berücksichtigung von kompartimentsspezifischen Immissionen und den eventuell retardierten Stofftransport zwischen den Kompartimenten
- Level IV: zusätzliche Berücksichtigung der Zeitabhängigkeit der Immissionen (z. B. periodische schwankende Funktion)

## Ehrungen
- 2003: Order of Canada
- 2005: Order of Ontario

## Werke
- Donald Mackay: Multimedia environmental models: the fugacity approach (= Toxicology and environmental health series). CRC Lewis Publ, Boca Raton 1991, ISBN 978-0-87371-242-2.
- Illustrated handbook of physical-chemical properties and environmental fate for organic chemicals, Lewis, Boca Raton, Fla. [u. a.] 1992–97 (5 Bände)